# Estreito de Lomboque

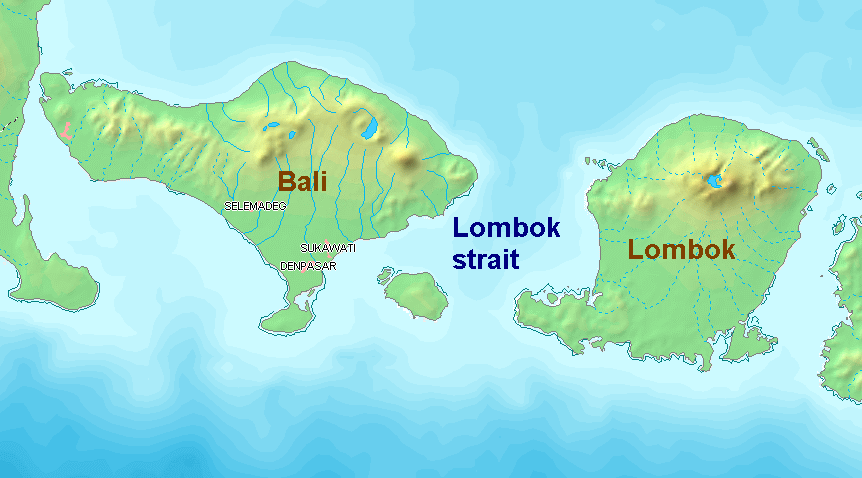

O estreito de Lomboque (em indonésio e balinês: Selat Lombok}}) é um estreito que do mar de Bali que separa as ilhas indonésias de Bali e de Lomboque. Considera-se que é um dos estreitos que liga os oceanos Índico e Pacífico.
A sua menor largura é de 18 km, a sul, tendo na parte norte 40 km. O comprimento é de cerca de 60 km. É mais profundo que o estreito de Malaca, sendo por isso muito usado em sua substituição por navios de grande calado (os chamados Malaccamax).
A Linha de Wallace passa no estreito de Lomboque.

## [1]
1. 1 2  Enciclopédia Brasileira Mérito (EBM). XI. São Paulo: Mérito S. A. 1967. p. 157